# 湯正川
湯正川（英語：Alex Tong Ching-chuen，1954年10月25日—），香港男歌手、唱片騎師、填詞人，歷任唱片、商業及廣播企業之高級行政人員和總經理，1970年代至1980年代入職香港商業電台，並開展其填詞人事業。

## 背景
湯正川早年於香港島北角的天台木屋成長，就讀英皇書院（1967年入讀，1972年中五畢業），升讀中六期間由於肺氣泡問題以致需要接受大手術，因而休學一個學期。此前曾於1972年等待公開試放榜前到美孚新邨從事清理鋁窗保護膠工作。他後於1974年入讀香港浸會學院傳理系，與蕭潮順、胡志偉、鄭丹瑞、袁志偉、葉家寶、麥振江等人為同學。在浸會學院學習期間曾獲得華僑日報獎學金，1975年起以兼職身份（就讀大專時期）加入商業二台，是著名13人唱片騎師組合六啤半的其中一名成員，第一次離開商業電台前是商業二台的節目主持。1981年6月至11月一度獲邀轉投香港電台任職第二台策劃主任，1982年1月重返商業電台第一台，任一台節目副主任（節目策劃），協助周聰處理行政工作，及後於1985年9月接替以健康理由辭職的樂仕升為二台節目主任/總監。在六啤半大碟中，他主唱的歌曲有《年青人》和《人在社會中》。
直至1988年4月，湯因為想轉到唱片市場發展個人事業，生性喜歡挑戰難度，於是辭去節目發展廣播製作經理一職，交由楊振耀接任。轉職後是華星唱片公司總經理。其另一個不再在當時廣播界繼續發展的原因有傳是俞琤回商業電台接掌一、二台的管理，並安排鄭丹瑞主理二台，湯則主理一台。湯雖可另外管理節目與廣告兩個部門，卻不接納兩台互換崗位這個人手調動，結果決定離職，而他在華星時期經歷張立基、甄楚倩和蔡濟文加入無綫電視、梁漢文和鄭秀文加盟華星等事情。在1990年代，他改為從事化妝品及服裝行業，分別出任廣州麗信化妝品公司及鱷魚恤公司中國部行政總裁。至2003年至2005年返回廣播界，於香港電台第一台主持「正選好音樂」。2011年至2012年於DBC數碼電台第六台「大歌台」主持「正係好音樂」。同期與朋友合資經營「品味香江」一系列的即食乾鮑和花膠湯等罐頭產品生意，又為《信報》撰寫專欄「二月登場」。
而在音樂上，湯正川擔任過廣告幕後主唱，參與項目有連卡佛、精工錶、牛奶公司橙汁廣告等。填詞方面，湯正川的作品眾多，合作過的歌手包括陳百強、陳潔靈、威鎮樂隊、徐小鳳、陳慧嫻、葉麗儀、羅文、葉德嫻、鄭秀文等等。他曾於1987提出香港樂壇發展之道在於要推動香港本地原創音樂，不能夠毫無羞愧地翻譯外國歌曲，因為這不是長久之計。

## 個人生活
湯正川於1977年結婚，且育有兒子（約1980年出生）。

## 節目主持
- 1970年代末至1980年代：青春交響曲（香港商業電台）[25]
- 2003年至2005年：正選好音樂（香港電台第一台）
- 2011年至2012年：正係好音樂（DBC數碼電台第六台「大歌台」）

## 演出作品
- 1982年：拖手仔
- 1994年：瘋劫孽 飾 約翰

## 個人專輯
| 專輯 # | 唱片公司     | 專輯名稱 | 發行年份 | 曲目 |
| ------ | ------------ | -------- | -------- | --- |
| 1st    | CBS/新力唱片 | 六啤半   | 1980年   | 曲目 1. 那一天 曾路得 2. 說不完的故事 關西蒙 3. 冷雨 錢錢 4. 年青人 湯正川 5. 每當晚飯時 張武孝 6. 搖擺樂 楊振耀 7. 為什麼 盧業瑂 8. 快樂時光 陳小寶、曾路得 9. 人在社會中 湯正川 10. 早晨！早晨！ 俞琤 11. 賞心樂事 樂仕 12. 天各一方 曾路得、俞琤                                                                                 |
| 2nd    | 娛樂唱片     | 尋知己   | 1982年   | 曲目 1. 尋知己 與黃綺加合唱 2. 親愛的媽媽 黃綺加 3. 一聲Hi，一聲Bye 與湯正川合唱 4. 島的故事 湯正川 5. 夜逍遙 黃綺加 6. 今天要愛就愛 湯正川 7. 心事 黃綺加 8. Don't close the door on love 與湯正川合唱 9. A lifetime filled with nights 湯正川 10. The China sea 湯正川 11. Gypsy 黃綺加 12. Whenever 湯正川 13. Party girl 黃綺加 |

## 其他歌曲
- 1981年：無綫電視劇集《富貴榮華》插曲《心中懷著你的愛》
- 1982年：麗的電視劇集《家春秋》主題曲《家春秋》（收錄於1983年娛樂唱片《娛樂群英會第三輯》專輯中）

## 填詞作品
*以下列表只記錄湯正川的填詞作品，若有遺漏或年份出錯，請協助補充相關資料。
1979年
| - 陳潔靈 - 獨坐咖啡室 - 陳潔靈 - 有你冇你 - 陳潔靈 - 曾經愛你 - 陳潔靈 - 謊言多美麗 | - 徐小鳳 - 月色眼內浮 - 徐小鳳 - 深秋立樓頭 |

1980年
| - 陳百強 - 我愛白雲 - 陳百強 - 我心裏在唱 - 徐小鳳 - 想… - 華娃兒童合唱團（喃嘸獨白：黃宇詩） - 機靈小和尚 - 楊振耀 - 搖擺樂 - 陳小寶、曾路得 - 快樂時光 |

1981年
| - 威利 - 等等我 - 威利 - 夜裡人 - 威利 - 仁愛永在 - 徐小鳳 - 漫天風雨…… - 徐小鳳 - 愛的軍團 - 徐小鳳 - 歡樂車廂 - 徐小鳳 - 風的季節 - 葉德嫻 - 輕輕嘆 - 湯正川 - 心中懷著你的愛 - 葉振棠 - 紅燈 - 陳百強 - 笑聲刺在心 - 陳百強 - 乘風破浪 | - 鍾鎮濤 - 給朋友 - 蔡楓華 - 秋水伊人 - 蔡楓華 - 山中小故事 - 蔡楓華 - 煙外曉風輕 - 蔡楓華 - 早晨的路上（與卡龍合填） - 蔡楓華 - 如果（與卡龍合填） - 曾路得 - 夏日歡暢(淺水灣) - 曾路得 - Patrick之歌 |

1982年
| - 鄭少秋 - 黑溜溜的眼睛 - 蔡楓華 - 夜海港之戀 - 湯正川、黃綺加 - 尋知己 - 湯正川 - 今天要愛就愛 - 陳美齡 - 愛我一點點（與鄧小宙合填） - 陳美齡 - 舞會後 |

1983年
| - 鍾鎮濤 - 情場如戰場 - 陳秀雯 - 天河 - 陳秀雯 - 不得了 - 陳秀雯 - 放假放假 - 威利 - 韆鞦 - 威利 - 光輝的洗禮 - 威利 - 也曾相愛 - 威利 - 好大個網 | - 蔡國權 - 是誰在我耳邊唱 - 林志美 - 預兆 - 林志美 - 別了，別了 - 蔡楓華 - 山中小故事 - 關正傑 - MONA LISA |

1984年
| - 鍾鎮濤 - 一萬次 - 麥潔文 - 歸去吧 - 蔡國權 - 歌聲背後 - 葉振棠 - 冒險心 - 林志美 - 着了魔 - 林志美 - 年青的感覺 - 林志美 - 著了魔 - 林志美 - 年青的感覺 | - 陳秀雯 - 不可再等 - 陳秀雯 - 書中故事 - 王雅文 - Bye - 關正傑 - 曾為妳編個夢 - 黃鶯鶯 - 你是吾家 - 黃鶯鶯 - 淡出（粵） - 黃鶯鶯 - 鏡中的我（粵） |

1985年
| - 陳慧嫻 - 無意逗留 - 梅艷芳 - 抱你十個世紀 - 林憶蓮 - 美的片刻 - 林憶蓮 - 苦難中的少年 | - 周啟生 - Naomi - 雷安娜 - 太陽留住我 - 蔡國權 - Sayonara - 陳秀雯 - 既是有情 |

1986年
| - 蔡國權 - 我的志願 - 郭小霖 - 天外有天 - 葉麗儀 - 愛是無涯 - 蔡楓華 - 北角之夢 | - 陳秀雯 - 假面具 - 陳潔靈 - 可曾記起 - 關正傑 - 金色勳章 |

1987年
| - 羅文 - 步入深秋 - 吳國敬 - 心的變改 |

1992年
| - 鄭秀文 - 情牽千里 - 溫碧霞 - 飛花 - 溫碧霞 - 水的個性 |

## 外部連結
- 湯正川的新浪微博